# Spongiforma squarepantsii
Espèce
Spongiforma squarepantsii est une espèce de champignons de la famille des Boletaceae.
Il a été découvert dans le parc national des Lambir Hills, au Sarawak, en Malaisie en 2013. Il est orange vif.
L'épithète spécifique est un hommage à Bob l'éponge (SpongeBob SquarePants)